# Kavaklı (Istanbul)
Kavaklı ist ein Ortsteil des Bezirks Silivri im Westen von Istanbul in der europäischen Türkei ca. 60 km vom Zentrum entfernt ist. Kavaklı liegt an der Autobahn Istanbul-Edirne im Nordosten von Silivri. Der Ort verzeichnet als Pendlersiedlung von Istanbul ein überdurchschnittliches Bevölkerungswachstum.
Koordinaten: 41° 7′ N, 28° 20′ O